# Granuloma
El mot granuloma és un terme emprat en medicina per anomenar una massa quasi esfèrica de cèl·lules immunes que formen un encapsulament aïllant entorn d'elements aliens al cos que el sistema immunitari és incapaç d'eliminar. Tals elements inclouen organismes contagiosos com bacteris i fongs; així com materials i petits cossos estranys, com ara partícules d'or, de silici, d'alumini, de zinc, de carbó, de mercuri, fibres de cel·lulosa o de llana de vidre, estelles de fusta, restes de parafina, espines de cactus o fragments de queratina i de sutura. Sigui quina sigui la seva naturalesa. un granuloma és un tipus especial de reacció inflamatòria i es dona en una àmplia varietat de malalties.

## Definició
En patologia, un granuloma és una col·lecció organitzada de macròfags.
Els macròfags (o histiòcits) són les cèl·lules que defineixen un granuloma. Aquests solen fusionar-se per a formar cèl·lules multinuclears gegants. En els granulomes, dits macròfags prenen una semblança, si bé que vaga, a les cèl·lules epitelials, motiu pel qual a voltes són referits com a "epitelioides". El seu nucli sol prendre un aspecte allargat i és de major dimensions que en altres macròfags. Per altra banda el seu citoplasma és típicament més rosa quan es tenyeix amb eosina. Es creu que aquests canvis són una conseqüència de l'"activació" del macròfag en estar en contacte amb l'antigen.
L'altre terme clau en la definició citada és la paraula "organitzada". Els macròfags, en aquestes formacions, es presenten agrupats de tal forma que es fa difícil d'apreciar el límit de cada un d'aquests, és a dir, la col·lecció de macròfags s'organitza per tal d'aïllar l'antigen separant-lo de la resta del cos.
A banda d'aquests macròfags els granulomes solen presentar altres tipus de cèl·lules com limfòcits, neutròfils, eosinòfils, cèl·lules multinucleades gegants, fibroblasts i col·lagen amb canvis fibròtics. Les cèl·lules addicionals són a vegades una característica essencial per determinar la causa del granuloma. Per exemple, els granulomes amb eosinòfils nombrosos poden ser un símptoma de coccidioidomicosi o malaltia micòtica broncopulmonar al·lèrgica, i els granulomes amb neutròfils nombrosos suggereixen blastomicosi, granulomatosi de Wegener, pneumònia per aspiració o bartonel·losi.
En termes de la causa subjacent, la diferència entre granulomes i uns altres tipus d'inflamació és que els granulomes es formen en resposta a antígens que són resistents a cèl·lules inflamatòries "de primera resposta" com els neutròfils i eosinòfils. Sovint el factor desencadenant que provoca la formació dels granulomes és un patogen contagiós o una substància aliena al cos; però, de vegades, l'antigen és desconegut (com en la sarcoïdosi).
Els granulomes es donen en una varietat àmplia de malalties, tant infeccioses com no. Entre les infeccions caracteritzades per la formació de granulomes s'inclouen: tuberculosi, lepra, histoplasmosi, criptococcosi, coccidioidomicosi, blastomicosi, meningoencefalitis granulomatosa amèbica per Balamuthia mandrillaris, escròfula per Mycobacterium scrofulaceum i altres micobacteris no tuberculosos i bartonel·losi. Exemples de malalties granulomatoses no infeccioses són sarcoïdosi, la malaltia de Crohn, beril·liosi, talcosi, certes patologies pulmonars ocupacionals molt específiques per inhalació de metalls com ara l'alumini o el titani, etc. En algunes pneumonitis per hipersensibilitat derivades de l'exposició laboral a partícules orgàniques, com ara l'anomenada 'pulmó de granger', es formen granulomes laxos no necrotizants de predomini intersticial.
Un tret important dels granulomes és si aquests contenen o no necrosi.

Necrosi en granulomes
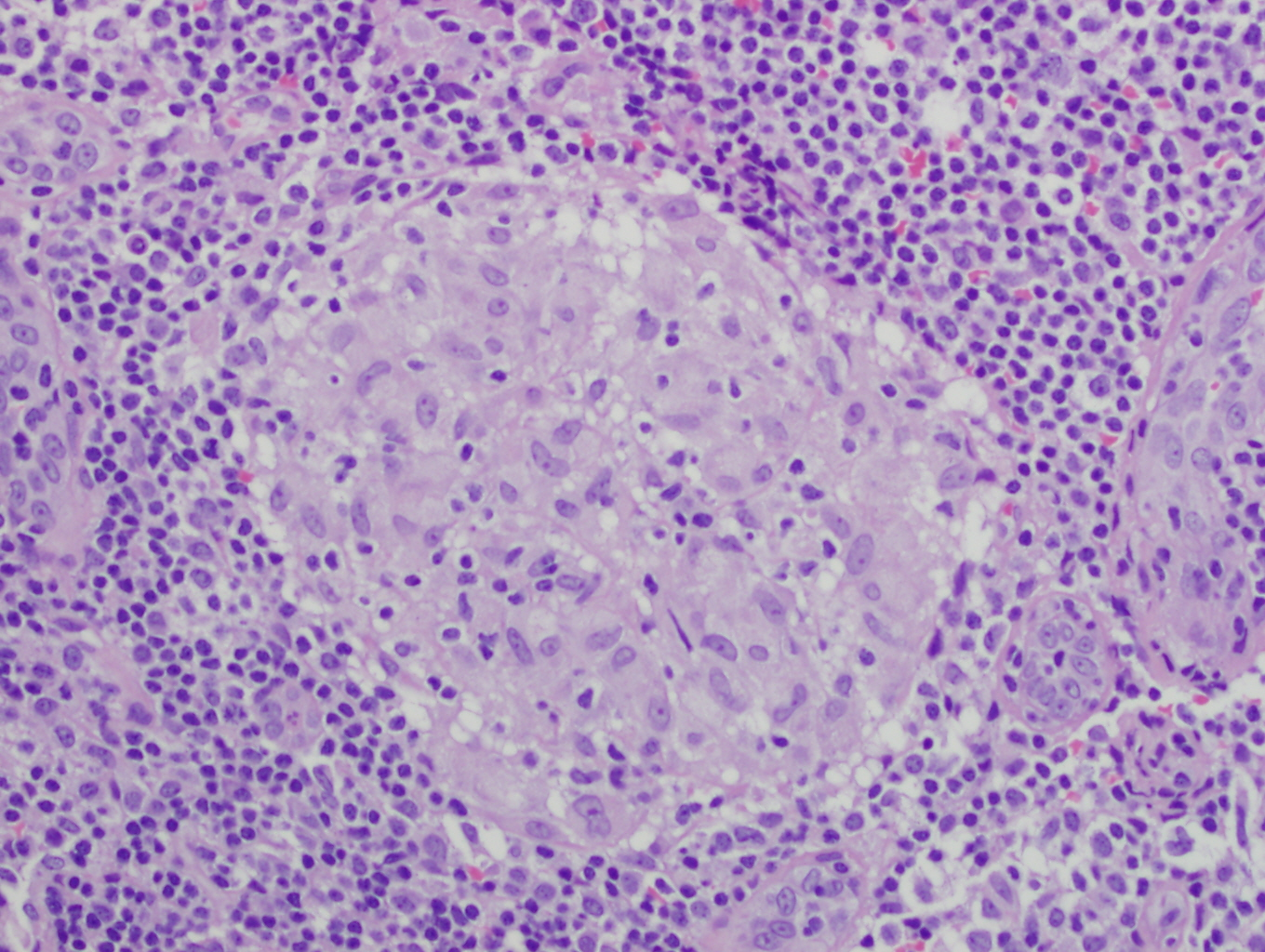
Granuloma sense necrosi en un gangli limfàtic d'una persona amb sarcoïdosi.
Granuloma amb necrosi ubicat en un pulmó d'una persona amb tuberculosi. Noti la presència de cèl·lules gegants de tipus Langhans al voltant de la perifèria del granuloma. Les cèl·lules gegants de tipus Langhans es veuen en molts tipus de granulomes.

Els granulomes més comuns són els anomenats de o per cos estrany. Es formen per una reacció histològica davant la presència en els teixits de material aliè a l'organisme, el qual queda envoltat d'histiòcits, cèl·lules gegants multinucleades i una quantitat variable d'altres cèl·lules inflamatòries. Microscòpicament es poden observar en ells diferents característiques distintives, segons sigui la composició del cos estrany causal.
Un tipus de granuloma que afecta preferentment als pescadors i a altres persones relacionades amb activitats marítimes professionals o recreatives és el produït per la retenció intradèrmica de restes de punxes d'equinoïdeus. Aquests granulomes nodulars, de patogènia no totalment aclarida, tenen uns 2-5 mm de diàmetre i un color blavós inicial que s'enfosqueix amb el temps, apareixen mesos després de la penetració de la punxa, són considerats granulomes al·lèrgics de cos estrany i quasi sempre mostren un patró histològic sarcoïdal. La major part d'ells es localitzen als peus, als turmells i, sobretot, a les mans. Sovint presenten edema i hiperqueratosi al seu voltant. El principal mecanisme implicat en la seva formació sembla una reacció tissular retardada contra les substàncies inorgàniques existents a les punxes (carbonat càlcic, sulfat de calci, carbonat de magnesi fosfats i sílice). En un ~20% dels casos d'aquesta mena de lesions granulomatoses es detecta una infecció concorrent per Mycobacterium marinum.
Els granulomes subcutanis produïts per fragments de mina de llapis poden formar-se molt temps després d'haver sofert la lesió punxant inicial. Tot i que els principals materials de la mina (grafit i argila) són biològicament inactius i no tòxics, a llarg termini es degraden i dispersen amb la consegüent progressiva fagocitosi de les restes, causant una reacció granulomatosa diferida que pot comprometre la fàscia i/o l'estructura articular més propera. En algun cas, el seu color negre fa pensar en l'aparició d'un melanoma o en l'existència d'un nevus melanocític induït per argíria localitzada.

## Denominacions particulars
Relació ampliada de les denominacions recollides al Diccionari Enciclopèdic de Medicina:
| - granuloma actínic : Fa referència a les lesions de la superfície cutània exposada crònicament a l'acció de la llum solar. També és anomenat necrobiosi lipoide atípica de la cara i del cuir cabellut, granuloma multiforme, granuloma de Miescher de la cara, granuloma anular elastolític de cèl·lules gegants i granuloma actínic de O'Brien (qui el va descriure per primera vegada l'any 1975). Inusualment, es desenvolupa sobre les cicatrius d'un herpes zòster. o es manifesta en forma de plaques lineals toves a les zones dorsals i laterals dels dits de la mà d'un malalt oncològic. - granuloma amèbic o ameboma: Lesió granulomatosa del còlon que s'observa algunes vegades en l'amebosi per Entamoeba histolytica i que pot semblar un procés cancerós. - granuloma anular: Malaltia cutània benigna caracteritzada per una inflamació granulomatosa, de causa desconeguda, que es manifesta per una erupció de pàpules en forma d'anell. També és anomenat liquen anular. - granuloma apical, periodontal o dental: Massa de teixit de granulació, normalment envoltada d'un sac fibrós que té contigüitat amb el lligament alveolodental, i que es troba al voltant de l'àpex de l'arrel d'una dent afectada de càries, en casos de periodontitis apical crònica. - granuloma atípic o pseudopiogènic: Sinònim d'hiperplàsia angiolimfoide amb eosinofília. Es tracta d'una malaltia vasoproliferativa reactiva, caracteritzada per la presència de nòduls no dolorosos i molt vascularitzats al teixit dèrmic i subcutani de cap i coll, en forma de pàpules prominents múltiples o aïllades de color vermell fosc. L'etiologia és desconeguda. Histològicament, són formacions de vasos sanguinis hiperplàsics amb un endoteli hipertròfic i envoltats per un infiltrat ric en eosinòfils. - granuloma axil·lar, zircònic o per desodorants: Granuloma degut a les sals de zirconi contingudes en certs productes antiperspirants. Acostuma a aparèixer en persones que s'afaiten les aixelles. En un altre context, també ha estat descrit a conseqüència de tatuatges fets amb pigments vermells que contenen aquest element químic. - granuloma de bari: Es produeix quan les partícules de sulfat de bari d'un ènema opac travessen la mucosa intestinal i provoquen una reacció de cos estrany, generalment al còlon o al recte. En casos molt singulars, els granulomes de bari es poden confondre amb un carcinoma rectal. També són una rara causa d'anastomosi estenosant colònica subsegüent a unaperitonitis induïda per aquest mitjà de contrast. - granuloma de beril·li: Originat per l'exposició crònica al beril·li. En el context d'una beril·liosi es veuen sobretot als pulmons, encara que poden sorgir també a fetge, melsa o miocardi. Morfològicament són similars als granulomes de la sarcoïdosi. Poden aparèixer a la pell a conseqüència de la introducció accidental de partícules provinents de tubs fluorescents. - granuloma bilharziòtic o esquistosòmic: granuloma intestinal format en casos de bilharziosi al voltant dels ous de Schistosoma mansoni, de Schistosoma japonicum o de Schistosoma haematobium. - granuloma candidòtic o monilial: Conjunt de nòduls granulomatosos presents en casos de candidosi generalitzada de llarga durada. Es veu sobretot en persones amb dèficits immunològics, malalties endocrines o receptores de trasplantaments. - granuloma de cèl·lules gegants juvenil o xantogranuloma juvenil. És una forma d'histiocitosi de cèl·lules no de Langerhans que apareix predominantment en l'edat pediàtrica como una lesió papulonodular petita i benigna, sovint al cap. Està associada a la NF tipus 1. - granuloma coccidioïdal: Cap a les tres setmanes d'iniciar-se la infecció per Coccidioides, sigui disseminada o limitada als pulmons, la reacció inflamatòria inicialment inespecífica comença a formar granulomes epitelioides semblants als fol·licles de Köster de la tuberculosi. Tenen una zona central de necrosi caseosa, envoltada per macròfags distribuïts amb aspecte de palissada i cèlu·les gegants. La zona perifèrica l'ocupen cèlu·les mononuclears: limfòcits CD4 i CD8, cèl·lules NK, plasmòcits i cèl·lules células dendrítiques presentadores d'antígens. En les infeccions d'evolució crònica els granulomes són circumdats per fibres de col·lagen, que els separen del teixit sa i que amb el temps es calcifiquen. Les esferes de Coccidioides acostumen a ser observades lliures a les zones necròtiques o a l'interior de les cèlu·les gegants. Quan la reacció inflamatòria és poc eficaç, els granulomes coccidioïdals no tenen barrera de col·lagen, no són ferms i presenten àmplies àrees de supuració i necrosi liqüefacta. Excepcionalment, apareixen en l'òrbita ocular. - granuloma de colesterol: Lesió granulomatosa formada per cristalls d'èsters de colesterol. Acostuma a aparèixer dins de determinades porcions de l'os temporal, sovint amb relació a una otitis serosa crònica; encara que també s'ha descrit en altres localitzacions, com ara mama, fèmur, tiroide o cervell. - granuloma colibacil·lar: Característic de la malaltia de Hjärre, un tipus de granulomatosi sistèmica que afecta a les aus derivada d'una infecció per determinades soques patògenes de E. coli. - granuloma de cos estrany: Dit de la reacció cutània de tipus histiocític amb formació de cèl·lules gegants enfront de cossos estranys. - granuloma criptogènic: Es veu, sense presentar trets necrotitzants, en alguns casos de malaltia de Hodgkin i de pneumònia organitzada. - granuloma cutani parasitari o endèmic: Propi de la leishmaniosi cutània. Són granulomes no caseosos, relativament simples i formats per poblacions no gaire nombroses de cèl·lules mononucleades. - granuloma de Durck o palúdic: Lesió granulomatosa observada algunes vegades en el cervell en casos fatals de malària cerebral. L'estudi histològic post mortem mostra acumulacions mal definides de cèl·lules glials al voltant de petits focus hemorràgics i de desmielinització en la substància blanca cerebral sense una reacció inflamatòria destacada. - granuloma eosinòfil o xantomatós: Es veu ocasionalment en la forma cutània de la histiocitosi de cèl·lules de Langerhans. El terme 'xantomatós' indica la presència de macròfags de citoplasma espumós plens d'ésters de colesterol en el granuloma, un fenomen que es dona en molts processos amb algun tipus d'alteració subjacent del metabolisme dels triglicèrids. - granuloma de Fassbender o muscular agressiu: Forma especial de granuloma de la febre reumàtica, localitzat a les aurícules cardíaques de malalts afectats d'un defecte valvular subsegüent a una infecció per estreptococs del grup A betahemolític. Pot aparèixer també a miocardi o pericardi. - granuloma facial o facial eosinofílic: Malaltia inflamatòria crònica de la pell de la cara, caracteritzada per lesions nodulars o discoides de color vermell o porpra o vermell blavós. No es coneix la seva etiologia, però l'aparició de les lesions en una zona exposada a la llum solar suggereix un origen actínic. Histològicament, s'observa una vasculitis dèrmica de petits vasos i un dens infiltrat inflamatori amb nombrosos eosinòfils, limfòcits, histiòcits i neutròfils. El tractament inclou injeccions intralesionals de corticoides, hidroxicloroquina i dapsona (un tipus de sulfamida), encara que els resultats no sempre són satisfactoris. Un altre tipus molt diferent de granuloma facial és l'asèptic idiopàtic. Aquesta lesió dermatològica pediàtrica benigna té una patogènia obscura, però es creu que forma part de l'espectre clínic de la rosàcia i que s'associa en particular a la rosàcia granulomatosa d'inici infantil. Es caracteritza per l'aparició d'un nòdul inflamatori no dolorós a la pell de la cara, sovint a la galta i de entre 1-2 cm de diàmetre aproximadament, amb aparença d'abscés però sense cap evidència de microorganismes patògens causals. En adults, la rosàcia granulomatosa afecta sobretot la zona dels pòmuls i la regió perioral, formant pàpules eritematoses endurides que vistes al microscopi mostren una important dilatació dels capil·lars dèrmics associada a infiltrats limfohistiocìtics que envolten predominantment els fol·licles pilosos. | - granuloma fissurat o acantoma fissurat: Lesió produïda per la pressió de les ulleres sobre el solc retroauricular o el centre i els costats del pont nasal. Es caracteritza per un nòdul petit del color de la pell o amb un envermelliment inflamatori i amb una petita osca, arruga o fissura central dolorosa que li confereix un aspecte de 'gra de cafè'. En realitat no és un veritable granuloma, és el producte de canvis cutanis reactius (acantosi, hiperqueratosi i paraqueratosi) i de d'una resposta cel·lular inflamatòria davant fenòmens repetits de fricció i pressió. Pot presentar-se a altres zones del cos. - granuloma fungoide: Es veu en la micosi fungoide granulomatosa, un subtipus histològic infreqüent del limfoma cutani de cèl·lules T. - granuloma letal de la línia mediana, granuloma gangrenós o granuloma idiopàtic de la línia mediana: Lesió granulomatosa destructiva que comença al nas o en els sins paranasals, en forma d'ulceracions cada vegada més grans, que condueix a la destrucció dels cornets, l'envà nasal, el paladar i les òrbites, amb infecció secundària dels teixits necrosats i possibilitat de mort per hemorràgies massives locals o per extensió del procés al cervell. S'ha considerat la seva relació amb múltiples malalties, com són per exemple diverses micosis profundes, la gangrena de Meleney, el borm, la tularèmia i, sobretot, els limfomes de cèl·lules T. - granuloma gluti infantil: Dermatosi del lactant caracteritzada per la presència a les natges i la part superointerna de les cuixes de nòduls simètrics rodons, violats, de 2 a 4 cm de diàmetre. - granuloma gravídic: Antiga denominació del granuloma piògen o telangiectàsic. Fa un temps es pensava que aquest tipus de formació granulomatosa era pròpia de les embarassades a conseqüència de modificacions hormonals associades a la presa d'anticonceptius. En realitat, és una lesió reactiva que pot sorgir a la geniva per un raspallat agressiu o mala higiene bucal, afavorida per canvis en els nivells de progesterona i estrògens durant la gestació o la pubertat causants d'una resposta de proliferació tissular excessiva. - granuloma hepàtic: Lesió granulomatosa del fetge d'etiologia molt diversa: infeccions (tuberculosi, lepra, brucel·losi, etc.), parasitosis (amebosi, anquilostomosi, esquistosomosi, giardiosi, etc.), malalties sistèmiques (sarcoïdosi, diferents formes de col·lagenosi), malalties digestives (colitis ulcerosa, malaltia de Crohn, malaltia celíaca, etc.) o fàrmacs. Les dues causes més freqüents són la tuberculosi i la sarcoïdosi. - granuloma de Hodgkin: L'existència de granulomes epitelioides entre les formacions tumorals és freqüent en les manifestacions atípiques de la malaltia de Hodgkin. Poden complicar el diagnòstic del limfoma i comportar tractaments innecessaris amb antibiòtics i corticoides. - granuloma inguinal: Es veu a aquesta zona en casos de limfogranuloma veneri, encara que pot ser conseqüència d'una infecció per Enterobius vermicularis o per Klebsiella granulomatis. En malalts VIH positius que no responen al tractament contra la donovanosi les lesions d'aquest tipus de granuloma es poden malignitzar. - granuloma laringi: Projecció granulomatosa polipoide a la llum de la laringe, consecutiva habitualment al traumatisme produït per la intubació traqueal. - granuloma de Leiker o multiforme: Granuloma necrobiòtic de la pell del coll, els braços i la part superior del tronc, en forma de pàpules arrodonides o ovalades confluents, de fins a 15 cm de diàmetre i amb un centre lleugerament deprimit. Present sobretot a l'Àfrica central. Es pot confondre fàcilment amb les lesions inicials de la malaltia de Hansen. La seva causa primària és un dany acumulatiu del col·lagen dèrmic per acció de la radiació solar. - granuloma lipoide: caracteritzat per acumulacions de fagòcits mononuclears procedents del sistema reticuloendotelial, que contenen lípids. S'ha descrit en casos de pneumònia lipídica per aspiració o inhalació d'olis de naturalesa diversa. - granuloma lipofàgic: format com a resultat de la reacció inflamatòria provocada per focus de necrosi del teixit cel·lular subcutani (que es comporten com un cos estrany), generalment de la mamella, causats per traumatismes. També rep els noms de necrosi grassa traumàtica i esteatonecrosi. - granuloma de Majocchi o tricofític: Fol·liculitis profunda pròpia d'una forma rara de la dermatofitosi causada per Trichophyton rubrum i en alguns casos per Trichophyton verrucosum, un dermatòfit zoofílic transmès per contacte amb animals. També és anomenat dermatofitosi profunda. Té una variant nodular, d'aspecte berrugós, que sorgeix ocasionalment als llavis. - granuloma de Mignon: Lesió destructiva solitària que afecta la volta cranial i altres ossos dels infants i adults joves, avui dia anomenada granuloma eosinofílic ossi i considerada una forma d'histiocitosi de cèl·lules de Langerhans. - granuloma paracoccidioïdal: Les infeccions per Paracoccidioides spp. (P. brasiliensis i P. lutzii), uns fongs de dimorfisme termal endèmics a l'Amèrica del Sud, provoquen una micosi sistèmica amb granulomes a pulmó, àrees mucocutànies i altres òrgans. A banda de cèlu·les gegants i cèl·lules mononuclears perifèriques, és característica en ells l'existència de llevats en gemmació múltiple al voltant d'una cèl·lula mare rodona més gran, oferint una peculiar imatge que recorda a una 'roda de timó'. - granuloma piogènic, sèptic o telangiectàsic: També anomenat hemangioma lobular capil·lar. Petita massa esferoide o ovoide de teixit de granulació molt vascularitzat, quasi sempre solitària, que freqüentment té una petita ulceració i que es projecta a través de la pell de la mà o dels dits. Sovint també es veu a les genives, mentre que els llavis són una localització poc comuna en aquest tipus de granuloma. Es benigne i apareix en el lloc d'un petit traumatisme amb la infecció inespecífica subsegüent o com una reacció adversa a determinats fàrmacs. El seu desenvolupament està influït per factors hormonals, probablement els estrògens i no és rar que sorgeixi en dones gestants. - granuloma de les piscines: Lesions granulomatoses cutànies produïdes per Mycobacterium balnei (actualment anomenat M. marinum), un microorganisme que infecta petites abrasions sofertes en les piscines, els aquaris o pel contacte amb certes espècies marines, com ara les del gènere Artemia. - granuloma púdic: Terme ja obsolet emprat per denominar de forma genèrica les lesions granulomatoses ulcerades a les parts pudendes, sense especificació concreta del seu agent causal. - granuloma reticulohistiocític: També anomenat reticulohistiocitoma. És un tipus de tumoració vermellosa i amb forma de cúpula de la pell que acostuma a presentar-se en solitari. Té una variant múltiple, histològicament indistingible de les lesions de la reticulohistiocitosi multicèntrica, amb nòduls que poden aparèixer a qualsevol lloc del cos i de mida dispar. - granuloma tropical: Propi de la fase secundària de la treponematosi no venèria anomenada pian o frambèsia. Acostuma a presentar-se uns mesos després de la primoinfecció, en forma en forma de pàpules granulomatoses cutànies protuberants i recurrents que poden tenir 5 cm de diàmetre i que deixen àrees despigmentades a la pell quan es curen. La seva histologia és similar a la dels granulomes sifilítics, amb un centre necròtic i presència d'algunes espiroquetes. - granuloma tuberculós: Clàssica lesió de la fase exsudativa de la tuberculosi, també anomenada tubercle o fol·licle de Köster. - granuloma ulcerós dels genitals: Es veu sobretot en casos de limfogranuloma veneri, encara que la infecció per Klebsiella granulomatis (donovanosi, una MTS endèmica en regions tropicals i subtropicals) també pot originar-lo. - granuloma umbilical: Teixit de granulació, amb nombrosos fibroblasts i capil·lars, que es pot formar en el llombrígol dels nadons a conseqüència d'una cicatrització defectuosa o d'un excés de persistència tissular després de la caiguda del cordó umbilical. Ocasionalment, pot infectar-se. Per regla general, es tracta amb aplicacions tòpiques de nitrat de plata. - granuloma veneri: terme que utilitzen alguns autors per referir-se al limfogranuloma veneri. - granuloma de Wegener: Propi de la poliangiïtis granulomatosa aguda, abans anomenada granulomatosi de Wegener. Aquesta malaltia es pot limitar als pulmons, on forma granulomes bilaterals necrotitzants mal definits i de predomini subpleural, associats a la destrucció de les parets de vasos de mida petita i mitjana; o afectar també a altres òrgans. En aquest cas, a banda dels pulmonars, els granulomes necròtics esplènics són els que es veuen amb major freqüència. |

## Malalties caracteritzades per granulomes

### Tuberculosi
Els granulomes de tuberculosi tendeixen a contenir necrosi, tot i que també hi poden ser presents granulomes no necrosats. Aquests solen presentar cèl·lules multinucleades gegants (d'unes 40-50 micres) amb 20 o més nuclis disposats en forma de ferradura a la perifèria del citoplasma o agrupats als dos pols cel·lulars (cèl·lula gegant de Langhans, producte de la fusió de diverses cèl·lules epitelioides i la posterior divisió dels seus nuclis sense separació citoplasmàtica), encara que aquestes no són específiques de la tuberculosi. Moltes vegades a dins dels granulomes tuberculosos hi ha càseum, un material lipídic dens i groguenc resultant de la mort de fagòcits i bacils.

### Lepra
En la lepra, els granulomes es troben a la pell i tendeixen a implicar nervis. L'aparició dels granulomes difereix segons el tipus precís de lepra. A la lepra tuberculoide s'aprecien granulomes epitelioides que envolten els elements neurovasculars, amb un dens infiltrat linfocític perifèric que s'estén fins a la dermis. A la lepra lepromatosa no s'observen granulomes genuïns.

### Sífilis
Un dels patrons de presentació de la sífilis tardana és el granulomatós. En la sífilis granulomatosa és típica la presència de lesions papulars cutànies, sense descamació i eventualment ulcerades; les quals mostren histopatològicament una infiltració tissular inflamatòria per histiòcits, un nombre variable de limfòcits, cèl·lules plasmàtiques i multinucleades i positivitat a la tinció immunohistoquímica específica per Treponema pallidum.

### Esquistosomosi
Les manifestacions produïdes per l'esquistosomosi depenen, sobretot, de la resposta tissular enfront dels ous dipositats pels helmints (esquistosomes). Els ous de S. hematobium provoquen granulomes coalescents a la submucosa de la bufeta urinària durant la fase inicial de la infecció, els quals tenen tendència a formar pseudotubercles envoltats d'una zona hiperèmica (congestiva). L'agrupació de dits tubercles granulomatosos, juntament amb la hiperplàsia de la mucosa i la hipertròfia de la part muscular de la paret de la bufeta, és l'origen de lesions nodulars o polipoides molt propenses a ulcerar-se i sagnar.

### Histoplasmosi
Els granulomes es veuen en la majoria de les formes d'histoplasmosi (histoplasmosi aguda pulmonar o disseminada, histoplasmoma, histoplasmosi crònica). Els histoplasmes poden ser trobats dins dels granulomes mitjançant la pràctica de biòpsies, aspirats o frotis citopatològics i cultius microbiològics.

### Criptococcosi
La criptococcosi és una infecció causada per Cryptococcus neoformans (Torula histolytica), adquirida ordinàriament per inhalació i que afecta sobretot a malalts immunodeprimits (SIDA, limfomes, individus sotmesos a tractament prolongat amb corticoides), pacients amb insuficiència renal crònica, sarcoïdosi o cirrosi i persones que han rebut un trasplantament d'òrgans. Quan aquesta infecció es dona en persones sense afectacions en el seu sistema immunitari sol provocar la presència de granulomes. En aquests casos, el patró histològic reactiu més freqüent consisteix en granulomes circumscrits i compactes, formats per acumulacions d'histiòcits i cèl·lules multinucleades tipus Langerhans i de cos estrany amb nombrosos llevats intracitoplasmàtics fagocitats. De vegades, s'aprecien zones centrals de necrosi associades a canvis fibròtics en la perifèria del granuloma.

### Actinomicosi
Els agents causals d'aquesta malaltia bacteriana són diversos microorganismes Gram-positius del gènere Actinomyces. Quan Actinomyces spp. envaeix els teixits es desenvolupa una infecció granulomatosa crònica caracteritzada per l'aparició de petites formacions de color groc i de 0,1–1 mm de diàmetre, anomenades 'grànuls de sofre'. Aquests grànuls tenen un conglomerat intern de filaments bacterians fragmentats amb una roseta perifèrica composta de polisacàrids molt estables que dificulten la seva fagocitosi. L'examen histopatològic demostra la presència en els granulomes de 1 a 3 'grànuls de sofre' en un 75 per cent dels casos d'actinomicosi, els quals es veuen com masses basòfiles amb una aurèola eosinòfila amb la tinció d'HE. L'osteomielitis granulomatosa acticomicótica afecta predominantment la regió craniofacial i pot provocar deformitats molt importants. A. israelii és l'espècie que provoca amb major freqüència actinomicosis de localització diversa (predominantment orals i cervicofacials), formant granulomes supuratius que acostumen a disseminar-se localment.

### Rinosporidiosi
És una malaltia parasitària granulomatosa d'inici insidiós i lenta evolució, causada pel microorganisme patogen Rhinosporidium seeberi. Per regla general, la infecció s'adquireix al banyar-se en basses contaminades i no es transmet de persona a persona. Afecta predominantment la membrana mucosa del nas i de la nasofaringe, tot i que amb menys freqüència apareix en altres localitzacions corporals, com ara els ulls o la pell.

### Malaltia per esgarrapada de gat
La malaltia (o febre) per esgarrapada de gat, també anomenada limforeticulosi benigna per inoculació, és una infecció provocada pel bacteri Bartonella henselae, típicament adquirida per una esgarrapada d'un gat infectat amb l'organisme. Els granulomes en aquesta malaltia es troben sobretot als ganglis limfàtics que drenen el lloc de la rascada. Tenen una zona central necròtica i una marcada tendència a formar microabscessos. Al microscopi, els bacteris poden ser identificats emprant la tinció de Warthin-Starry. Ocasionalment sorgeixen al nervi òptic, donant la impressió clínica d'un procés tumoral a l'ull. Rares vegades, en adults sense alteracions immunològiques, els granulomes per B. henselae afecten les vísceres.

### Rinoescleroma
El rinoescleroma és una malaltia granulomatosa crònica del tracte respiratori, provocada per Klebsiella rhinoscleromatis (un diplobacil Gram-negatiu que resisteix la digestió de los macròfags i que només s'aprecia en un ~50% dels cultius). És molt rara a Europa occidental. Acostuma a colonitzar les fosses nasals, formant masses obstructives d'aspecte tumoral que evolucionen lentament. En casos greus la infecció es pot estendre i afectar laringe, tràquea, bronquis i llavis, arribant a estenosar la via aèria. Es distingeixen tres estadis histopatològics: exudatiu, granulomatós i escleròtic. Predominantment, la malaltia es diagnostica durant la fase granulomatosa. A les zones afectades s'observa hiperplàsia pseudoepiteliomatosa de l'epiteli i, per sota d'ell, bandes de col·làgen entremesclades amb un dens infiltrat inflamatori limfoplasmocitari format per abundants cèl·lules plasmàtiques, ocasionals cossos de Russell (inclusions globulars hialines constituïdes per immunoglobulines presents al citoplasma de les cèl·lules plasmàtiques) i, sobretot, histiòcits de citoplasma vacuolar, alguns mostrant estructures bacil·lars al seu interior.

### Sarcoïdosi
La sarcoïdosi és una malaltia de causa desconeguda caracteritzada per granulomes en múltiples òrgans i llocs del cos, essent més comuns en pulmons i ganglis limfàtics de la cavitat toràcica, en especial als lòbuls pulmonars superiors. En la majoria de casos de sarcoïdosi, els granulomes no contenen focus de necrosi caseosa i estan envoltats per bandes concèntriques de teixit cicatricial fibròtic. La fibrosi acostuma a progressar cap a l'interior del granuloma. A la zona central d'aquest s'observa un nucli format per histiòcits, cèl·lules epitelioides (histiòcits mononuclears d'aspecte vesicular) i cèl·lules gegants multinucleades; amb limfòcits, algunes cèl·lules plasmàtiques i una quantitat variable de fibroblasts i col·lagen a la perifèria. Les cèl·lules gegants poden contenir inclusions citoplasmàtiques (cossos asteroides i de Schauman). Dins del parènquima pulmonar, els granulomes mantenen una característica relació de proximitat amb les estructures limfàtiques dels espais intersticials peribroncovascular i subpleural. Amb el temps, els granulomes sarcoïdals tendeixen a agrupar-se i a formar lesions més grans. La TC pulmonar d'alta resolució habitualment mostra els granulomes en forma de nòduls de petit diàmetre (2–4 mm) ben definits i amb una distribució bilateral i simètrica de predomini perilimfàtic. No és rar que els granulomes d'aquesta etiologia afectin els nervis facials i òptics. Poden ser causa d'edema isquèmic del disc òptic i glaucoma neovascular. S'han descrit casos d'associació entre la sarcoïdosi i la colangitis biliar primària (una malaltia del fetge que cursa amb granulomes epitelioides hepàtics periductals).

### Hipogammaglobulinèmia granulomatosa
Rep el nom també de malaltia granulomatosa associada a la immunodeficiència comuna variable. Es presenta en un 8-22 per cent dels individus amb aquest defecte immunitari. En ella és característica la formació de granulomes no caseificants en diversos sistemes corporals, pràcticament indistingibles vistos al microscopi dels que apareixen en la sarcoïdosi.

### Granulomatosi de Wegener
La granulomatosi de Wegener (anomenada avui dia granulomatosi amb poliangiïtis) es una vasculitis primària necrotitzant sistèmica de petits vasos de etiologia desconeguda, associada majoritàriament a l'expressió d'anticossos anticitoplasma de neutròfils. Aquesta vasculitis afecta predominantment el tracte respiratori (superior i inferior) i els ronyons i provoca un ampli i divers espectre de manifestacions clíniques: sinusitis, lesions òtiques i nasals, hemorràgies pulmonars intraalveolars, glomerulonefritis, neuropatía sensomotora o paquimeningitis. Apareix sobretot en adults d'entre 45 i 60 anys sense preferència de gènere i té una prevalença estimada a Europa de 22 casos/milió habitants. Des del punt de vista anatomopatològic es caracteritza per la presència a la paret dels vasos de calibre petit i mitjà de granulomes mal definits, amb cèl·lules epitelioides i/o gegants disperses dins d'un substrat inflamatori mixt en el que s'observen cèl·lules plasmàtiques, limfòcits, eosinòfils, polimorfonuclears i limfòcits aïllats. Escasses vegades, la malaltia només afecta cap i coll, però tot i així la destrucció progressiva d'estructures locals importants (tracte respiratori inferior, sins, orella mitjana i nasofaringe) pot tenir un desenllaç fatal.

### Granulomatosi broncocèntrica
Resposta patològica inespecífica a diversos tipus de lesions pulmonars que consisteix en una inflamació granulomatosa destructiva dels bronquíols i, menys freqüentment, també dels bronquis. Molts casos estan vinculats amb l'asma o a un procés infecciós de les vies aèries, però gairebé la meitat són idiopàtics. L'examen histopatològic mostra una substitució de la mucosa i submucosa de la paret bronquial per granulomes d'aspecte epitelioide formats per histiòcits, juntament amb un important infiltrat eosinofílic que pot envoltar les petites estructures arterials properes. Alguna vegada es veuen focus de bronquiolitis obliterant.

### Granuloma pulmonar hialinitzant
Aquesta rara malaltia es caracteritza per l'aparició d'un nòdul benigne -o més, amb freqüència- al pulmó, associada al dipòsit parenquimatós d'immunocomplexos originats per una infecció o per problemes d'autoimmunitat. Sovint, aquests nòduls poden semblar un càncer i superar els 4 cm de diàmetre. Rarament, la malaltia apareix com una massa intrapulmonar que s'estén fins a la pleura. Els pacients amb aquesta patologia poden no manifestar signes que facin sospitar-la -a banda dels radiològics- o presentar tos seca, dispnea, dolor toràcic inespecífic, fatiga i hemoptisi. El diagnòstic es fonamenta en l'examen anatomopatològic, el qual mostra cúmuls de làmines concèntriques amb notoris canvis d'hialinització central, formades per col·lagen i que suplanten al parènquima pulmonar. A la interfície entre la lesió i el parènquima adjacent s'observa un fort increment de la cel·lularitat amb presència de cèl·lules inflamatòries limfoplasmàtiques. Addicionalment poden existir agregats limfoides i granulomes de cos estrany.

### Malaltia de Crohn
La malaltia de Crohn (MC) és una malaltia inflamatòria intestinal, pot afectar qualsevol part del tracte gastrointestinal des de l'anus fins a la boca, causant una gran varietat de símptomes. Els granulomes són claus en la seva diagnosi, encara que és difícil diferenciar-los dels que apareixen en la tuberculosi intestinal sense realitzar l'estudi anatomopatològic d'una biòpsia endoscòpica. Els granulomes en la MC és localitzen preferentment en la mucosa de l'intestí, no són confluents, no presenten necrosi caseosa i els signes d'inflamació crònica en la regió submucosa són moderats o inexistents.

### Síndrome de Wells
Descrita l'any 1971, aquesta síndrome (també anomenada cel·lulitis eosinofílica) es caracteritza per presentar una dermatitis granulomatosa recurrent amb eosinofília, sovint semblant a una cel·lulitis bacteriana. A la fase aguda de la malaltia apareix una intensa infiltració dèrmica per granulòcits, predominantment eosinòfils, acompanyada d'edema. Després, es formen grups en pallisada d'histiòcits i eosinòfils envoltant un nucli de col·lagen amb restes cel·lulars i grànuls eosinofílics lliures que té un peculiar aspecte de flamarada. Gradualment, desapareixen els eosinòfils i queden granulomes que contenen els nuclis encerclats per histiòcits i cèl·lules gegants.

### Síndrome de Blau
És una malaltia genètica inflamatòria autosòmica dominant que es manifesta a la pell, els ulls i les articulacions, causada per mutacions en el gen CARD15 (NOD2). La simptomatologia acostuma a iniciar-se abans dels quatre anys, en forma de poliartritis, dermatitis i uveïtis amb presència de granulomes en els teixits afectats. Dits granulomes són epitelioides, no caseïficants, amb abundants cèl·lules gegants i envoltats per una corona de limfòcits i un nombre variable de fibroblasts, sent morfològicament bastant semblants als de la sarcoïdosi. En alguns casos, també apareix una nefritis granulomatosa.

### Síndrome de la pell laxa granulomatosa
Rara variant de la micosi fungoide (limfoma cutani de cèl·lules T) que té una prevalença menor a 1/1.000.000 persones. Fou descrita per primera vegada amb aquest nom l'any 1978, si bé alguns autors fan servir termes diferents per denominar-la. La presentació clínica més comuna és l'aparició de plaques indurades, indolores i poiquilodèrmiques a les regions axil·lars i inguinals, encara que poden sorgir a altres zones corporals. Histològicament, aquesta condició es caracteritza por la presencia de infiltrats granulomatosos difusos sense canvis de caseïficació, compostos de limfòcits i histiòcits, a tota la dermis i de vegades també al teixit subcutani. Els nuclis dels limfòcits són pleomórfics, hipercromàtics i irregulars. A la dermis s'observen nombroses cèl·lules gegants multinucleades que fagociten els elements limfoides (emperipolesi) i les fibres elàstiques (elastofagocitosi). Les tincions immunohistoquímiques mostren uns limfòcits típicament positius a CD3 i CD4 i negatius o feblement positius a CD7 i CD8. L'etiologia exacta de la malaltia és, ara per ara, desconeguda. En algun cas, ha estat identificada una translocació cromosòmica particular.

### Malaltia granulomatosa crònica
També anomenada síndrome de Bridges–Good, és un tipus d'immunodeficiència primària caracteritzat per l'alteració de les propietats fagocitàries dels glòbuls blancs. Afecta sobretot als homes (quasi el 80 per dels casos), al ser predominantment un trastorn hereditari lligat al cromosoma X.

### Quilitis granulomatosa
En aquesta inusual forma de quilitis crònica es produeix una inflor dura i recurrent d'un o ambdós llavis, observant-se histològicament en el teixit afectat un infiltrat granulomatós sense existència de necrosi caseosa format per cèl·lules epitelioides i cèl·lules gegants multinucleades, unes característiques histopatològiques que no sempre estan presents de forma constant, juntament amb un grau variable de limfedema i necrosi. La macroquilitis granulomatosa aïllada rep el nom de quilitis de Miescher i és una condició que es veu habitualment en la variant monosimptomàtica de la síndrome de Melkersson-Rosenthal. La quilitis granulomatosa és una patologia classificada dins del grup de les granulomatosis orofacials i en un 10 per cent dels casos ha estat descrita la seva associació amb la malaltia de Crohn. S'ha observat en individus amb diverses intoleràncies alimentàries.

### Dermatitis granulomatosa perioral infantil
Aquesta afecció és una variant clinicopatològica molt poc habitual de la dermatitis perioral clàssica, que afecta predominantment a pacients pediàtrics de raça negra. Es caracteritza per la presència de granulomes perifolicul·lars o parafolicul·lars, tuberculoides i sense necrosi central, al voltant de la boca, dels orificis nasals i dels ulls. Les lesions són papuloses o micronodulars, per regla general eritematoses i amb un curs fluctuant que pot perllongar-se durant mesos. Usualment, és una malaltia benigna i autolimitada que sovint desapareix amb el temps de forma espontània sense deixar cicatrius. Rares vegades, les lesions apareixen també al coll, regió superior del tronc, canells o inclús a àrees genitals.

### Mastitis granulomatosa idiopàtica
És una malaltia inflamatòria infreqüent de la mama, de causa desconeguda, que apareix en dones premenopàusiques. Té unes característiques clíniques i radiològiques semblants a les de la tuberculosi i el càncer de pit. Acostuma a presentar-se com una massa mamària palpable unilateral, de vegades abscesificada, amb retracció del mugró i limfadenopaties axil·lars. L'afectació sincrònica de les dues mames és un fet gairebé insòlit. El seu diagnòstic no és fàcil i abans d'adoptar un criteri terapèutic definitiu es necessària la pràctica d'una biòpsia-aspiració citopatològica amb agulla gruixuda.